# Tervel (persoon)
Tervel (Bulgaars: Тервел) was de zoon van  khan Asparoech, stichter van het Eerste Bulgaarse Rijk; hij regeerde van 700 - 721.
Hij kwam de geschiedenis binnen toen hij de afgezette Byzantijnse keizer Justinianus II terug op de troon hielp (705).
Voor deze daad kreeg hij de titel Caesar, de eerste buitenlandse vorst die deze titel ontving. Hij ontving tijdelijk ook een omvangrijker tribuut vanwege de Byzantium.
In 716 sloot hij een vredesverdrag met het Byzantijnse Rijk waarbij de grens tussen beide rijken in Thracië werd vastgelegd.
Een nieuwe maal wordt hij vermeld toen hij de Byzantijnen hielp aan de overwinning bij het Beleg van Constantinopel (717-718) (zie Byzantijns-Arabische oorlogen).
Van zijn tijdsgenoten kreeg hij de bijnaam Redder van Europa.

## Referentie
The Chronicle of Theophanes Confessor, C. Mango and R. Scott, trans., Oxford University Press, 1997.